# Northeast Ithaca
Northeast Ithaca – jednostka osadnicza w Stanach Zjednoczonych, w stanie Nowy Jork, w hrabstwie Tompkins.